# Opius wutaishanus
Opius wutaishanus är en stekelart som beskrevs av Watanabe 1950. Opius wutaishanus ingår i släktet Opius och familjen bracksteklar. Inga underarter finns listade i Catalogue of Life.